# 扎帕丁齊 (波爾塔瓦州)
50°21′25″N 33°12′19″E / 50.35694°N 33.20528°E
扎帕丁齊（烏克蘭語：Западинці），是烏克蘭的村落，位於該國中部波爾塔瓦州，由米爾霍羅德區負責管轄，處於洛赫維察河畔，始建於1654年，面積1.53平方公里，海拔高度108米，2001年人口291。